# Вировитиця

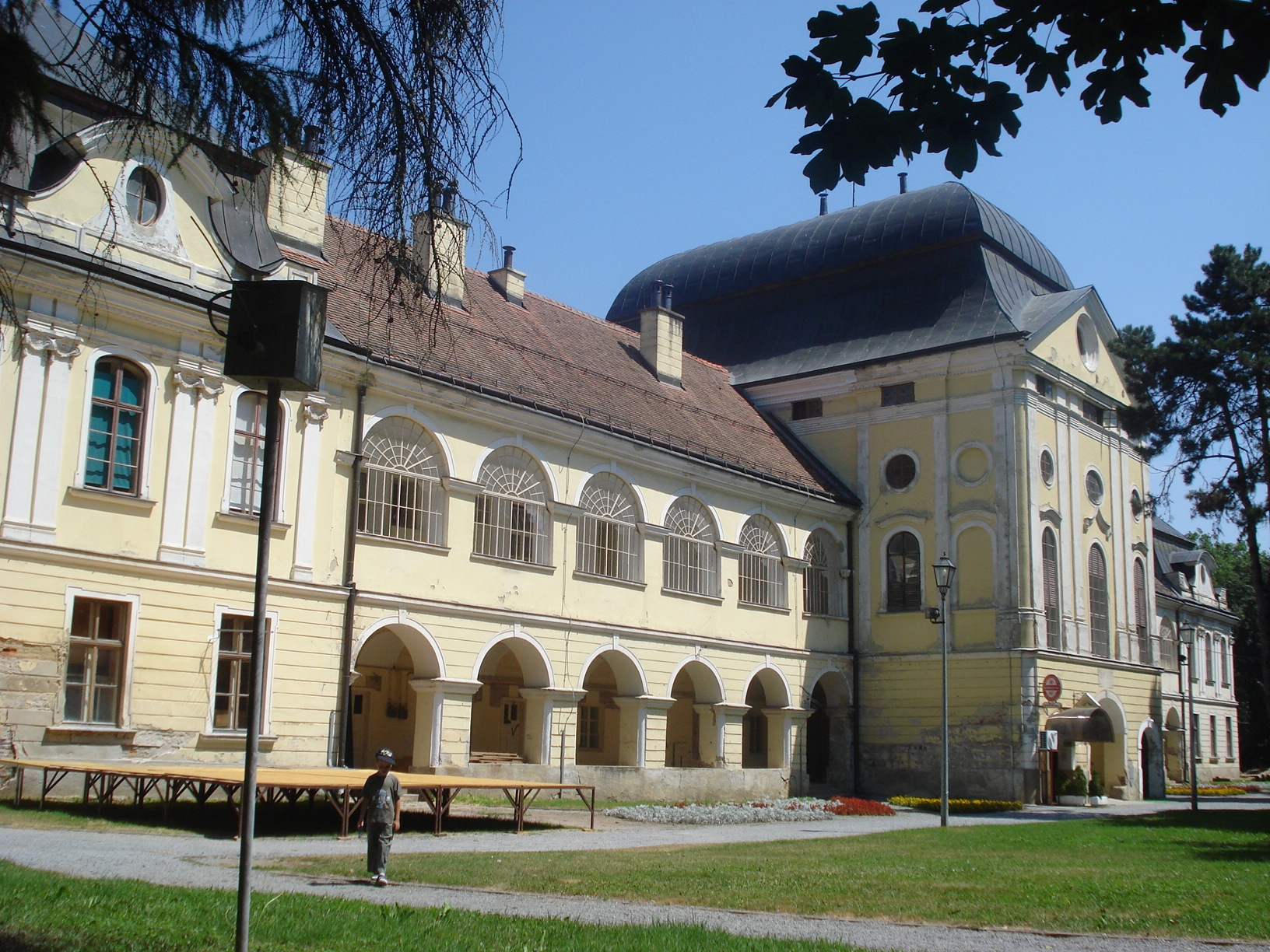
Замок «Пеячевич» у центрі міста, вигляд із південно-західного боку

Вирови́тиця (хорв. Virovitica) — місто в північно-східній Хорватії, в історичній області Славонія, адміністративний центр Вировитицько-Подравської жупанії.

## Географія
Місто з півдня оточено гірським масивом Білогора, на північ простягається долина річки Драва, на захід починається історично-географічна область Подравина, а на схід — лежить Славонія. Вировитиця розташована неподалік Драви, по якій проходить хорватсько-угорський кордон.

## Історія
1234 року угорський король Бела IV через свого хорватського намісника Коломана наділив Вировитицю правом вільного королівського міста. 
1552 року турецький паша Улама захопив Вировитицю. Для міста почалася доба турецького панування, кінець якій було покладено 1684 року, коли цісарський генерал Леслі змусив здатися вировитицького капітана Алібег-муфтія.
Місто було центром історичної Вировитицької жупанії.
У 1921 році Вировитицю нарешті було оголошено містом.

### Етимологія назви
У латинських письмових документах ХІІІ століття Вировитиця згадується як Wereuce, Wereuche, Veruche або ж Verouche та справедливо вважається, що мовою тодішнього хорватського корінного населення це вимовлялося як «Веревче». Цю назву місто, швидше за все, дістало від струмка, що збігав з прилеглого гірського масиву Білогора і тік поряд із самим поселенням. Цей струмок нині називається «Оджениця» (хорв. Ođenica), а в деяких записах значиться як «Оджин Струмок». На давніх картах струмок іменувався Одченською річкою (хорв. Odčenska rijeka). Тому й не сприймається всерйоз версія про те, що на цьому струмку був водяний млин якогось ходжі.
Те, що назва «Веревче» (хорв. Verevče) у доосманські часи відносилася і до поселення, і до струмка, доводить грамота 1248 року, що пізніше було неодноразово засвідчено в інших джерелах. Наприклад, 1508 року в одному документі йдеться про францисканський монастир, який знаходиться «лат. in opido Werewcze prope fluvio Werewcze» (у місті Веревче коло річки Веревче). Походження цього гідроніма, вочевидь, праслов'янське і означає таку властивість води як неспокійність і вирування. Із заснуванням поселення гідронім засвоївся і як топонім, що було звичним явищем у тих краях. Таким чином, назва міста в середні віки звучала як «Веревче» або «Веревца» і це ім'я пішло від раніше виниклого гідроніма на означення струмка, який протікав там. На великій карті Славонії Лазіуса з 1556 року місто було позначено як Werewcze, а ім'я Virovitica (Virouiticza) трапляється вперше у Врамчевому літописі, тоді як у більшості історичних документів воно згадується у формі Werowiticza, Werouitiza або Verovitiza.
В історичному плані місто відоме також під назвами Wirowititz/Virovititz i Wirowitiza (нім.), Viroviticza, Verewitiza, Verowitiza, Verowtiza, Verőce (угор.) i Varaviza (італ.)

### Козацький слід в історії міста
24 березня 1945 у Вировитиці відбувся так званий «Всекозацький з'їзд» 15-го кавалерійського корпусу військ СС, на якому було одноголосно ухвалено рішення про об'єднання козацьких військ зі Збройними силами Комітету визволення народів Росії та обрано Похідним отаманом козацьких військ командира 15-го кавалерійського корпусу генерал-лейтенанта Г. фон Панвіца.

### Роль і місце у Вітчизняній війні 1991—1995 років
У недавній хорватській історії Вировитиця відіграла надзвичайно важливу роль в розрізі війни за незалежність, яку хорвати називають Вітчизняною. Вировитиця була першим здобутим на шляху до незалежності містом Хорватії з огляду на те, що 17 вересня 1991 року об 11-й годині 20 хвилин було захоплено колишні казарми югославської армії. За кілька днів до того було зайнято і прикордонну заставу та пункт перетину кордону Терезине поле, чим Хорватія отримала свій міжнародний кордон. У звільненні казарм взяли участь близько 400 бійців 50-го окремого батальйону Національної гвардії, Міністерства внутрішніх справ і резерву поліції. З хорватського боку була лише одна жертва — Владо Вамповац. На основі 50-го Вировитицького окремого батальйону Національної гвардії, створеного за наказом тодішнього міністра оборони Хорватії генерала Мартіна Шпегеля, виникла 127-ма Вировитицька бригада Національної гвардії, одна з найбоєздатніших бригад Хорватії, яка налічувала понад 4000 вояків. Її першою масштабною військовою операцією була «Откос 10», якою було визволено на масиві Білогора, біля Грубишно-Полє, близько 3000 км² території. За цим прийшло визволення Західної Славонії та інших хорватських побойовищ аж до операції «Буря» і повного визволення Хорватії. Героїзм вировитицьких бійців залишив помітний слід у новітній хорватській історії не тільки при взятті вировитицьких казарм, а й в усіх важливих бойових діях. Хоча Вировитиця і не перебувала в такій небезпеці, як деякі інші міста Хорватії, ворожі напади не оминули і її. 7 листопада 1991 неподалік Вировитиці диверсійна група четників із засідки вбила шістьох бійців 127-ї бригади.

## Демографія
Населення громади за даними перепису 2011 року становило 21 291 осіб. Населення самого міста становило 14688 осіб.
Динаміка чисельності населення громади:
Динаміка чисельності населення міста:

## Населені пункти
Крім міста Вировитиця, до громади також входять:
- Чемерниця
- Голо Брдо
- Ясенаш
- Корія
- Милановаць
- Подгор'є
- Резоваць
- Резовацьке Крчевине
- Светий Джурадж

## Клімат
Середня річна температура становить 11,39°C, середня максимальна – 25,34°C, а середня мінімальна – -4,99°C. Середня річна кількість опадів – 790 мм.
| Клімат міста                                  | Клімат міста | Клімат міста | Клімат міста | Клімат міста | Клімат міста | Клімат міста | Клімат міста | Клімат міста | Клімат міста | Клімат міста | Клімат міста | Клімат міста | Клімат міста |
| Показник                                      | Січ.         | Лют.         | Бер.         | Квіт.        | Трав.        | Черв.        | Лип.         | Серп.        | Вер.         | Жовт.        | Лист.        | Груд.        |              |
| Середній максимум, °C                         | 6,26         | 8,02         | 12,61        | 17,07        | 22,26        | 25,34        | 24,81        | 24,36        | 19,97        | 15,14        | 9,51         | 5,08         |              |
| Середня температура, °C                       | 0,62         | 2,39         | 6,97         | 11,46        | 16,64        | 19,72        | 21,46        | 21,02        | 16,60        | 11,80        | 6,18         | 1,75         |              |
| Середній мінімум, °C                          | −4,99        | −3,23        | 1,37         | 5,82         | 11,01        | 14,10        | 18,12        | 17,67        | 13,25        | 8,47         | 2,83         | −1,59        |              |
| Норма опадів, мм                              | 47           | 42           | 49           | 62           | 76           | 92           | 75           | 80           | 67           | 67           | 76           | 57           |              |
| Середньомісячна швидкість вітру, м/с          | 2.20         | 2.50         | 2.80         | 2.70         | 2.40         | 2.20         | 2.12         | 1.93         | 2.00         | 2.03         | 2.20         | 2.22         |              |
| Середньомісячна сонячна радіація, кДж/м²·день | 4125         | 6882         | 10810        | 15251        | 19343        | 21351        | 22125        | 19699        | 14536        | 9017         | 4689         | 3437         |              |
| --------------------------------------------- | ------------ | ------------ | ------------ | ------------ | ------------ | ------------ | ------------ | ------------ | ------------ | ------------ | ------------ | ------------ | ------------ |
| Джерело:                                      |              |              |              |              |              |              |              |              |              |              |              |              |              |

## Визначні місця

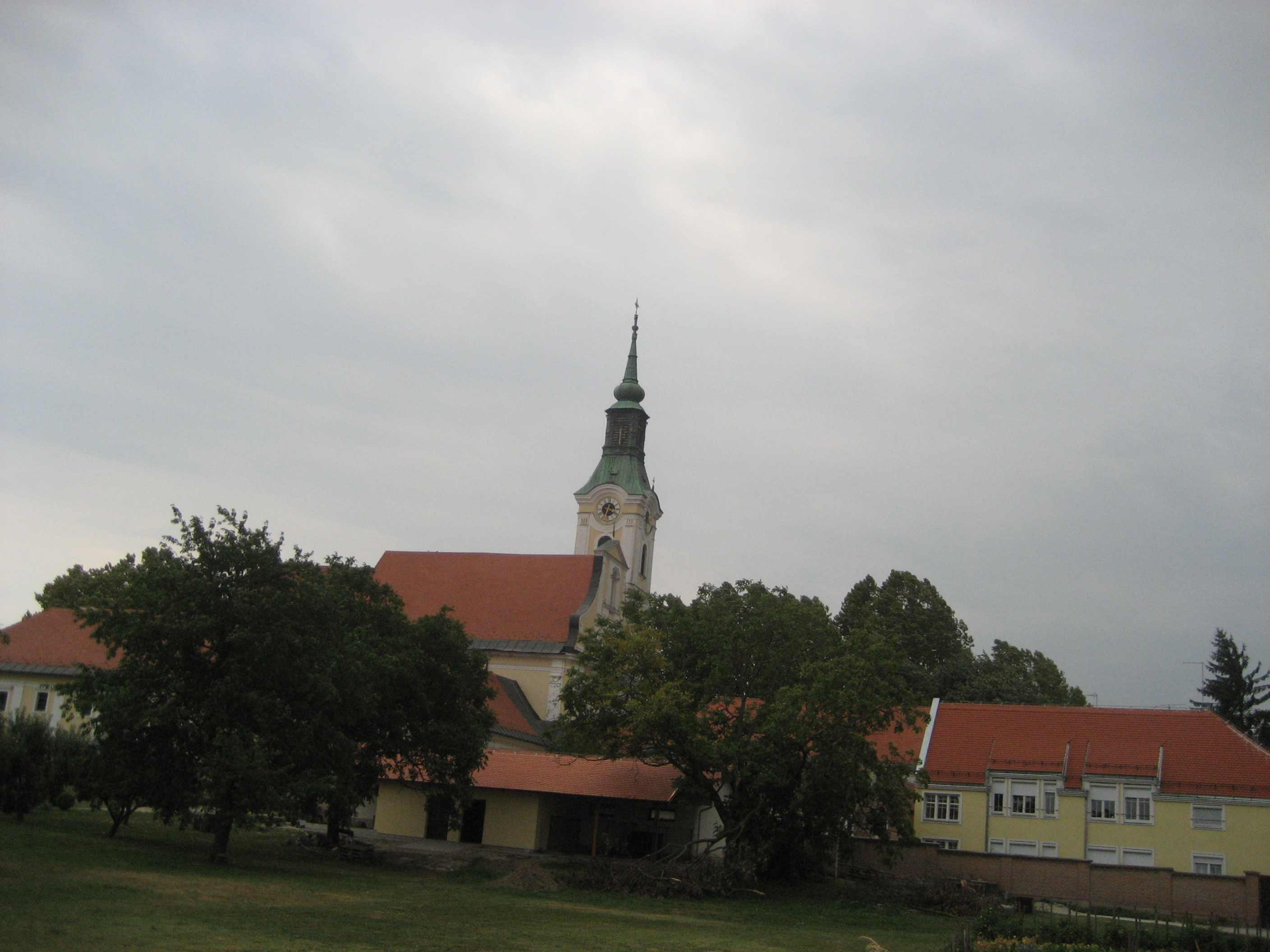
Церква святого Роха в Вировитиці

Чи не найвизначнішою пам'яткою Вировитиці є замок Пеячевичів, споруджений в 1800—1804 рр. для графа Антуна Пеячевича. Являє собою одну з найзначніших пам'яток архітектури пізнього бароко в Славонії. Поблизу розташовано і так званий палац Пеячевич, насправді — колишня кавалерійська казарма. 
Варті уваги в місті і францисканський монастир з освяченою в ім'я покровителя Вировитиці святого Роха, бароковою церквою його імені з XVIII століття.
Вировитиця має також пам'ятник, присвячений полеглим бійцям Хорватського домобранства.

## Визначні постаті
- Мирослав Фельдман — хорватський і югославський поет, драматург